# Tineke Netelenbos
Tine (Tineke) Netelenbos-Koomen (Wormerveer, 15 februari 1944) is een Nederlandse voormalige politica en bestuurder.

## Vroege geschiedenis
Ze werd als Tine Koomen geboren te Wormerveer, als oudste van vier kinderen; haar jongere zus Margreet is eveneens politica. Haar vader was grossier in kruideniers- en bakkerswaren bij C.G. Koomen & Zoon, een bedrijfje dat door zijn vader was gesticht. Haar oma van vaderskant was activiste bij de SDAP. Netelenbos deed de mulo en werd door medeleerlingen spottend "de professor" genoemd. Na de mulo mocht ze van haar ouders een jaar naar de vormingsklas. Studeren was er niet bij, want haar ouders vonden studerende meisjes maar geldverspilling. Na een jaar dreef ze haar eigen zin door. Ze ging op kamers wonen in Amsterdam en volgde de lerarenopleiding, die ze betaalde van haar studiebeurs. In 1966 begon ze te werken als lerares en later werd ze cursusleidster.
Al op de middelbare school was ze geïnteresseerd in politiek. Ze wilde toen lid worden van de JOVD (een jongerenorganisatie gelieerd aan de VVD) omdat een vriendje daar bij zat, maar dat mocht niet van haar ouders. Toen ze in 1972 de kersttoespraak van Joop den Uyl tegen de bombardementen op Vietnam hoorde, besloot ze lid te worden van de PvdA. Via de gemeenteraad van de gemeente Haarlemmermeer, het gewest, en het partijbestuur van de PvdA werd ze in 1987 lid van de Tweede Kamer. Daar werd ze woordvoerder onderwijs voor haar partij, en voorzitter van de Kamercommissie voor Volksgezondheid.

## Kabinet-Kok I
Netelenbos werd in 1994 staatssecretaris voor onderwijs in het kabinet-Kok I (1994-1998). Als staatssecretaris was ze onder meer verantwoordelijk voor de verandering van de financiering van middelbare scholen. Ze zorgde ook voor de invoering van vmbo-scholen, waarin het mavo en de technische en huishoudscholen (vbo) opgingen. Deze maatregel was geen succes en er gaan stemmen op om de vmbo-scholen af te gelasten. Tijdens het gehouden parlementair onderzoek onderwijsvernieuwingen in 2007 werd haar verweten dat ze hiermee een standbeeld voor zichzelf had willen oprichten.

## Kabinet-Kok II
In het kabinet-Kok II (1998-2002) werd ze minister van Verkeer en Waterstaat. Naast enkele (quasi-)successen, zoals het verbod  vanuit de auto anders dan handsfree te telefoneren, de start van de aanleg van de Polderbaan op luchthaven Schiphol en de invoering van het puntenrijbewijs voor jongeren, werd haar ministerschap vooral gekenmerkt door de mislukte invoering van tolheffing op de Nederlandse snelwegen en problemen bij de Nederlandse Spoorwegen. De al door haar voorgangster Jorritsma geïnitieerde Taxiwet van 2000, bedoeld om door liberalisering van het taxivervoer meer concurrentie teweeg te brengen en daardoor de consument van lagere tarieven en betere service te verzekeren, leidde tot chaos, verloedering en onderlinge strijd tussen taxi-ondernemers.

## Betuweroute en Fyra
Netelenbos speelde een belangrijke rol in het doorzetten van de Betuweroute, maar kreeg daarvoor veel kritiek. Het bleek in 2004 dat zij een groot financieel tekort in de financiering van de aanleg van de lijn had verzwegen. Bij de aanbesteding van de Fyra liep ook niet alles gestroomlijnd: "Netelenbos heeft daarna ten onrechte in de Tweede Kamer verkondigd dat openbare aanbesteding verplicht was.".

## Lokale politiek
Ze keerde na de verkiezingen van 2002 in de Tweede Kamer terug, maar voor de Kamerverkiezingen van 2003 stelde zij zich niet meer beschikbaar. Ze was kandidaat voor de functie van commissaris van de Koningin in de provincie Noord-Holland, maar Provinciale Staten van de provincie Noord-Holland kozen met enkele stemmen verschil voor Harry Borghouts. Een gooi naar het lijsttrekkerschap bij de Europese verkiezingen mislukte ook: Max van den Berg werd herkozen. Ze was vanaf 1 juli 2004 voorzitter van de Raad van Toezicht van de Rijksdienst voor het Wegverkeer
Ze was vanaf 2 mei 2005 waarnemend burgemeester van de gemeente Oud-Beijerland, werd voorzitter van het Kwaliteitscollege Studiekeuze en in haar rol van burgemeester van de gemeente Oud-Beijerland ook voorzitter van de Commissie Hoeksche Waard. Ze werd 16 oktober 2006 waarnemend burgemeester van Haarlemmermeer, na het vertrek van Fons Hertog vanwege de Schipholbrand. Van juni 2007 tot januari 2008 was Netelenbos waarnemend burgemeester van Ede. Ze volgde daar Roel Robbertsen op die commissaris van de Koningin werd in de provincie Utrecht.

## Functies buiten de politiek
Ze was van april 2008 tot zomer 2017 voorzitter van de Koninklijke Vereniging van Nederlandse Reders, was vanaf 2009 voorzitter van het platform Digivaardig en Digiveilig, voorzitter van ECP, een platform voor de informatiesamenleving, en lid van de raad van toezicht van het Maritiem Research Instituut Nederland MARIN.
- Parlement.com: vg09llp2skzc